# کالاساسایا
کالاساسایا بخشی از تیاهواناکو در بولیوی است که در سال ۲۰۰۰ در میراث جهانی یونسکو به ثبت رسید.